# 캔 유 킵 어 시크릿?
《캔 유 킵 어 시크릿?》(영어: Can You Keep a Secret?)은 미국에서 제작된 일리스 듀랜 감독의 2019년 로맨틱 코미디 독립 영화이다. 알렉산드라 다다리오, 타일러 헤클린 등이 출연하였고, 브라이스 댈파라 등이 제작에 참여하였다.

## 줄거리
뉴욕 유기농 식품 회사 판다의 하급 홍보 책임자 에마는 시카고에서 회의를 망치고 돌아가는 길에 비행기가 난류에 휩쓸리자 죽음을 예상하고 옆자리의 모르는 남자에게 온갖 비밀을 털어놓는다. 
그러나 난류에서 벗어난 비행기는 멀쩡하게 착륙하고, 에마는 얼마 뒤 자신이 비밀을 쏟아냈던 비행기의 남자가 다름 아닌 판다의 CEO 잭 하퍼라는 걸 알게 된다. 잭은 에마의 비밀을 지켜주는 대신 에마도 자신이 당시 시카고에 있었다는 사실을 발설하지 않기를 요구한다. 
잭은 에마에게 데이트를 신청하고, 둘은 금세 가까워진다. 하지만 잭은 텔레비전 인터뷰에서 제품의 새로운 공략 소비자층인 "길에서 볼 수 있는 평범한 젊은 여성"을 묘사하면서 에마의 비밀들을 줄줄이 나열해버린다. 함께 방송을 보던 동료들은 잭이 말하는 사람이 바로 에마라는 걸 간파하여 조롱하고, 에마는 큰 충격을 받는다. 룸메이트 제마는 잭의 비밀을 폭로해 복수하자고 부추기는데... 

## 출연
- 알렉산드라 다다리오 - 에마 코리건 역
- 타일러 헤클린 - 잭 하퍼 역
- 수니타 마니 - 리시 역
- 러번 콕스 - 시빌 역
- 키미코 글렌 - 제마 역
- 케이트 이스턴 - 아터미스 역
- 데이비드 이버트 - 코너 마틴 역
- 주다 프리들랜더 - 믹 역

## 기타 제작진
- 미술: 리사 마이어스, 조슈아 피터슨
- 세트: 트리샤 펙
- 의상: 애니 사이먼
- 배역: 케이트 겔러, 제시카 켈리